# Новоолександрівська сільська територіальна громада (Запорізька область)
Новоолександрівська сільська громада — територіальна громада в Україні, в Запорізькому районі Запорізької області. Адміністративний центр — село Новоолександрівка.
Утворена 16 травня 2018 року шляхом об'єднання Григорівської та Новоолександрівської сільських рад Запорізького району.

## Населені пункти
До складу громади входять 1 селище (Річне) і 6 сіл: Веселянка, Григорівка, Запорожець, Новоолександрівка, Новооленівка та Юліївка.